# 穆罕默德·汗·居内久
穆罕默德·汗·居内久（英語：Muhammad Khan Junejo，1932年8月18日—1993年3月16日）是巴基斯坦信德省的一名政治人物，曾任巴基斯坦第十任总理。

## 早年生活
居内久于1932年8月18日在英属印度信德省信德尔出生。他生于一个农业地主家庭，所以他年轻时被送往英国海斯廷斯的一家农业机构学习。

## 政治生涯
居内久在毕业后就开始了他的政治生涯。他被选入了桑加尔县议会。他随后成为了巴基斯坦穆斯林联盟的一员，后又被选入西巴基斯坦省大会。居内久在阿尤布·汗内阁中担任西巴基斯坦铁路部长。
1977年穆罕默德·齐亚·哈克宣布戒严，居内久当时在政府中担任一些小职位。在1985年巴基斯坦大选中，因为候选人无法代表自己的政党，齐亚·哈克任命居内久担任巴基斯坦总理。齐亚·哈克认为居内久不会对他的项目提出什么反对意见，然而居内久在其任期内不断试图停止戒严以及放开党禁，齐亚·哈克在1985年12月便停止了戒严，并恢复宪法。随后居内久在试图开放党禁的过程中成立了巴基斯坦穆斯林联盟 (居内久)的雏形。巴基斯坦穆斯林联盟 (居内久)在他于1993年死后成立。1985年11月17日-23日，居内久访问中国并与赵紫阳、邓小平和李先念举行了会谈。
在调查奥吉尔营地灾难和居内久政府决定与阿富汗签署日内瓦协议后，齐亚·哈克于1988年5月29日依照巴基斯坦宪法第八修正案解散了居内久政府，并宣布于11月举行大选。
居内久未能赢得1988年巴基斯坦大选。他于1990年参选并成为巴基斯坦国民议会议员，并于三年后在任内去世。 

### 文献
- （英文）Lyons, Peter, , ABC-CLIO, 2008, ISBN 9781576077122
- （繁體中文）叶海林. . 香港: 香港城市大学出版社. 2008年. ISBN 9789629371555.

| 官衔                          | 官衔                       | 官衔                                 |
| ----------------------------- | -------------------------- | ------------------------------------ |
| 前任者： 佐勒菲卡尔·阿里·布托 | 巴基斯坦总理 1985年–1988年 | 繼任者： 贝娜齐尔·布托               |
| 前任者： 佐勒菲卡尔·阿里·布托 | 国防部长 1985年–1988年     | 繼任者： 马哈茂德·哈龙 Acting        |
| 前任者： 萨达尔·汗·洛迪       | 内政部长 1985年            | 繼任者： 穆罕默德·阿斯拉姆·汗·卡塔克 |